# Ieng Sary
Ieng Sary (en jemer: អៀង សារី; 24 de octubre de 1925 – 14 de marzo de 2013) fue uno de los fundadores de los Jemeres Rojos, la guerrilla que dirigió Camboya entre 1975 y 1979 bajo el régimen de Kampuchea Democrática. Fue vice primer ministro y ministro de Asuntos Exteriores de dicho régimen y continuó siendo parte importante de la estructura de los Jemeres Rojos desde su derrocamiento en 1979 por parte de Vietnam y hasta su desarticulación en 1996.

## Primeros años
Ieng Sary nació en 1925 en Loueng Va, una localidad del sur de Vietnam. Su padre era camboyano, mientras que su madre era una inmigrante china que se trasladó a la Indochina francesa cuando era niña. Sary cambió su nombre vietnamita (Kim Trang) y se unió a los Jemeres Rojos. Fue el concuñado de Pol Pot, líder de los Jemeres Rojos. Sary y Pol Pot estudiaron en el Liceo Francés Sisowath de Nom Pen,  donde también asistían sus respectivas esposas Khieu Thirith y Khieu Ponnary, que eran hermanas. Antes de abandonar Camboya para estudiar en París, Sary empezó a salir con Khieu Thirith.
Ieng Sary y Pol Pot también estudiaron juntos en Francia. Allí, Ieng Sary se instaló en un estudio alquilado del Barrio Latino de París, hervidero de un movimiento estudiantil muy radicalizado. Él y Pol Pot establecieron contacto con intelectuales comunistas franceses, y terminarían formando una célula de comunistas camboyanos en París.
Sary y Khieu Thirith se casaron en París en el verano de 1951. Thirith adquirió el apellido de su nuevo esposo y pasó a llamarse Ieng Thirith.

## Regreso a Camboya
Tras regresar a Camboya, Ieng Sary fue nombrado miembro del Comité Central del Partido de los Trabajadores de Camboya en septiembre de 1960.
Cuando cayó la República Jemer en abril de 1975, Sary hizo una campaña personal para que los camboyanos exiliados regresasen y ayudasen a reconstruir el país. A los pocos que volvieron a Camboya se les arrestó nada más llegar y se les envió a brutales centros de detención. Junto con Pol Pot, Ieng Sary fue condenado a muerte in absentia después del derrocamiento de los Jemeres Rojos en 1979.
El rey Norodom Sihanouk indultó oficialmente a Ieng Sary en 1996. Tras el indulto, Ieng regresó a la política y fundó el Movimiento de la Unión Nacional Democrática, una escisión del Partido para la Unidad Nacional Camboyana.

## Detención y juicio
Ieng Sary, que al parecer vivía en una opulenta mansión de Nom Pen, fue detenido el 12 de noviembre de 2007 por orden de las autoridades judiciales de Camboya, acusado de crímenes de guerra y de lesa humanidad. Su esposa fue arrestada por los mismos cargos.
El 16 de diciembre de 2009, el Tribunal le añadió el cargo de genocidio por su implicación en los asesinatos masivos de vietnamitas y miembros de la minoría musulmana cham en Camboya.

## Muerte
Ieng Sary murió en Nom Pen el 14 de marzo de 2013, a la edad de 87 años. Sary ya padecía del corazón desde hacía varios años. Fue llevado de su encarcelamiento en el tribunal especial, a un hospital penitenciario el 4 de marzo aquejado de graves dolores gastrointestinales. Su cuerpo fue llevado a su hogar en la provincia de Banteay Meanchey. El cadáver tuvo que esperar siete días antes de ser cremado. Al momento de su muerte, Sary se encontraba en pleno juicio debido el papel que jugó en las atrocidades cometidas por los Jameres Rojos. La abogado por el lado de las víctimas, Elisabeth Simonneau Fort, dijo después de la muerte de éste: “En cuanto a las víctimas, sin duda, esta muerte restringe el alcance del juicio y, por tanto, limita la búsqueda de la justicia y la verdad.” 